# Vajdahunyadburcht

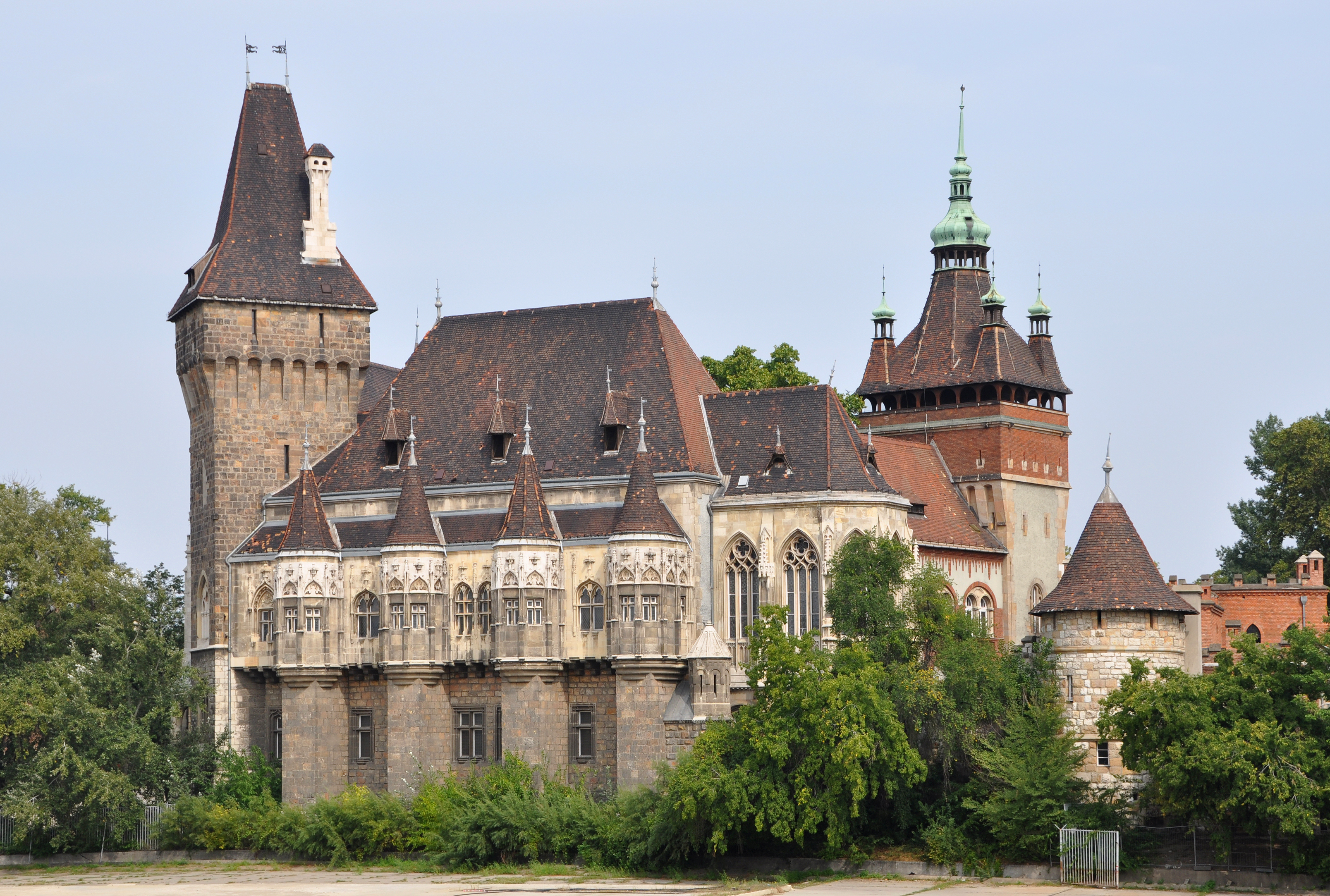
Het gotische gedeelte van het slot, gezien vanaf de stadsvijver

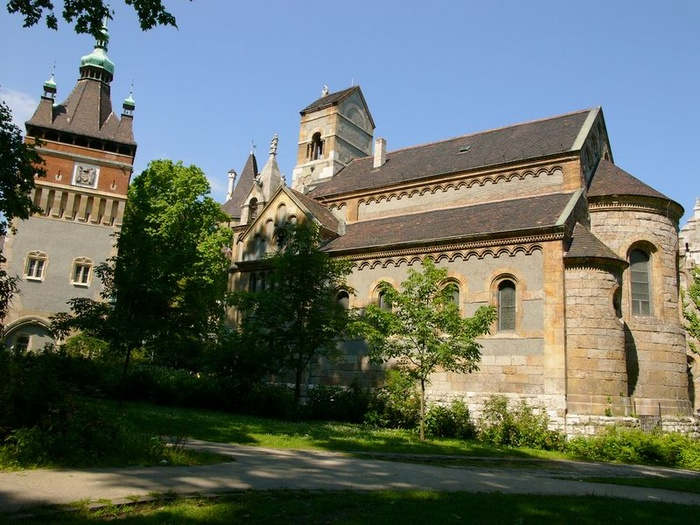
Ják kerk nabootsing

Het Slot Vajdahunyad ligt achter het Heldenplein op een eiland van de stadsvijver in Boedapest, aan de Pest-zijde.
Achter het Heldenplein ligt de stadsvijver die in de zomer wordt benut door kanoërs en in de winter dienstdoet als ijsbaan. Er vinden dan ijshockey-wedstrijden plaats en er worden internationale schaatswedstrijden gehouden. Op een eiland in de vijver ligt in een park het slot Vajdahunyad, dat hier werd gebouwd ter gelegenheid van het grote feest in 1896. Het is een kopie van het kasteel van Hunedoara in Roemenië. Vajdahunyad is de Hongaarse naam voor de Roemeense stad Hunedoara.
De architect heeft geprobeerd verschillende Hongaarse stijlen in één gebouw te verenigen. Ook rond het kasteel hebben de gebouwen een verschillende stijl. romaans (kerk), gotisch, renaissance en barok (het slot). Het portaal van de kerk is een nabootsing van dat in Ják. Rond de koepel staan vele beelden. Korinthische zuilen dragen de koepel. Opzij van de kerk staat het bronzen beeld van Anonymus. Het is in 1903 door Miklòs Ligeti vervaardigd ter ere van een niet bekende schrijver uit de 12e en 13e eeuw, die vermoedelijk de eerste Hongaarse kroniek heeft geschreven. In het slot is het 'Museum van de Hongaarse Landbouw' ondergebracht, dat het grootste landbouwmuseum van Europa is.